# Księstwo Anhalt
Księstwo Anhalt, Księstwo Anhaltu (niem. Herzogtum Anhalt) – księstwo niemieckie powstałe w wyniku zjednoczenia ziem księstwa dynastii askańskiej, z przeobrażonego księstwa Anhaltu-Dessau, po połączeniu z księstwem Anhaltu-Bernburga w 1863 roku. Stolicą księstwa było miasto Dessau. W latach 1863–1866 państwo Związku Niemieckiego. W latach 1866–1871 państwo Związku Północnoniemieckiego, a od 1871 roku kraj Cesarstwa Niemieckiego.

## Historia
Proces zjednoczenia trzech księstw anhalckich rozpoczął się 23 listopada 1847 roku wraz ze śmiercią księcia Anhaltu-Köthen Henryka i wygaśnięciu tym samym jego linii rodu. Terytoria jego księstwa zostały zjednoczone z Anhaltem-Dessau na mocy patentu z dnia 22 maja 1853 roku. Po śmierci ostatniego księcia Anhaltu-Bernburga Aleksandra Karola 19 sierpnia 1863, wszystkie ziemie Anhaltu znalazł się pod panowaniem księcia Anhaltu-Dessau, który przyjął tytuł księcia Anhaltu 30 sierpnia 1863 roku.
Joachim Ernst został księciem po śmierci swojego ojca – Edwarda, który zmarł 13 września 1918 roku po zaledwie kilku miesiącach panowania. Joachim w chwili śmierci ojca był jeszcze nieletni. Opiekę nad nim sprawował jego wuj Aribert. W wyniku wydarzeń z 12 listopada 1918 roku książę Aribert w imieniu Joachima podpisał akt abdykacji. Wielowiekowe panowanie askańskiej rodziny książęcej dobiegło końca.

## Władcy Anhalt

### Książęta (Herzöge) (1863-1918)
- Leopold IV (30 sierpnia 1863 – 22 maja 1871)
- Fryderyk I (22 maja 1871 – 24 stycznia 1904)
- Fryderyk II (24 stycznia 1904 – 21 kwietnia 1918)
- Edward (21 kwietnia 1918 – 13 września 1918)
- Joachim Ernest (13 września 1918 – 12 listopada 1918)

Proklamacja republiki – 1918